# Gumersindo de Estella
Martín Zubeldía Inda (Estella, Navarra, 11 de noviembre de 1880 - Pamplona, Navarra, 7 de noviembre de 1974), que tomó el nombre de Gumersindo de Estella en la vida religiosa, fue un fraile capuchino español. Destacó por su asistencia espiritual a más de 1700 republicanos fusilados en las tapias del cementerio de Torrero en Zaragoza entre 1936 y 1939, cuya experiencia plasmó en sus diarios. Además, su hermana Emiliana de Zubeldía fue una destacada música. 

## Contexto histórico
El cementerio de Torrero de Zaragoza fue testigo del horror sufrido por los estragos de la guerra civil española. En los primeros meses del golpe de Estado de 1936 la ciudad fue depurada y se sucedían los fusilamientos en descampados de Valdespartera y Casablanca hasta que el punto de ejecución se trasladó a una tapia del cementerio de Torrero. En total, más de 3000 personas fueron fusiladas por el bando nacional durante la Guerra Civil y la posguerra.

## Biografía

### Primeros años
Estudió en el Seminario Capuchino de Pamplona y en la Escuela Seráfica de Olot y Arenys de Mar. Se ordenó en Pamplona.
Fue superior de los conventos de Fuenterrabía, Sangüesa y Estella y desarrolló un amplio campo de acción evangélica en Navarra, Guipúzcoa, Valencia y Vizcaya. También fue postulador de la causa de beatificación del fraile capuchino Esteban de Adoáin, más tarde proclamado venerable por la Iglesia Católica. En Aragón estuvo en Castiliscar y en Jaca, donde en 1930 fue testigo de la ejecución de Galán y García Hernández.Entre 1929-1931 dirigió la fundación capuchina de Jaca.
A partir de 1918 se había especializado en misiones populares. En 1921 corrió a su cargo la organización del congreso de Terciarios de Pamplona. Su caída en desgracia en su convento de Extramuros de Pamplona coincidió con el golpe de Estado de 1936. Se mostraba en desacuerdo con el superior provincial, el padre Ladislao de Yábar, que, por miedo a que su influencia sirviera para perder su posición, logró que un prominente jefe carlista pidiera su expulsión a Zaragoza.

### San Antonio de Torrero
En septiembre de 1936 fue trasladado forzosamente al Convento de los Padres Capuchinos de Zaragoza en el barrio de Torrero, extramuros de la ciudad. La comunidad de Torrero le encomendó la asistencia espiritual del hospital y de la cárcel.
En Zaragoza se fusilaba a la gente en el barrio de Valdespartera y en el de Casablanca. Más adelante se trasladaron los fusilamientos a las tapias del cementerio de Torrero, que estaban a unos 400 metros de la cárcel y a medio kilómetro del convento donde vivía Gumersindo.
El capellán de los presos era don Bernardo, delicado de salud, al que ofreció su ayuda:

Le dije que con sumo gusto me encargaría yo de un ministerio que es doloroso pero con el que se puede hacer mucho bien a los infelices condenados a muerte; y que, aunque me había de causar una profundísima pena, me ofrecí a asistirles en la capilla y en el momento de la ejecución.

Lo aceptó el director de la cárcel y el propio don Bernardo. 
Escribió que veía: 

a los reos caminando hacia la tapia, de madrugada, dando tumbos, rotos, enloquecidos, llenos de furor, sus ojos desorbitados, como carne de fusil. Oímos sus gritos desesperados y sus ayes, sus respiraciones fuertes, su estertor.

Gumersindo de Estella defendió la dignidad humana por encima de todo: 

Una dignidad humana que se funda en la común filiación divina. Todos somos hijos de Dios.

El 22 de junio de 1937, hacia las cinco de la madrugada, Gumersindo de Estella fue requerido para asistir a dos presos: Don Tregidio y un joven catalán. La capilla improvisada era una antigua sala de jueces con un retrato de Franco.
Gumersindo escribió: 

¡Qué marcha tan triste...! Sesenta o setenta pasos amarguísimos para los infelices reos y para todo ser bien nacido que tenga un poco de corazón. (...) Don Tregidio exclamó: "¡Viva Dios y el socialismo!". De nuevo, gritó el comandante: "¡Fuego!" Y se oyó la fatal descarga. Ocho balas acribillaron el cuerpo de cada reo. Y cayeron de espaldas a tierra. (...) Y yo me acerqué para darles una santa unción y la absolución y rezar un responso. Eran las seis de la mañana. Ambos cadáveres estaban sobre un charco de sangre que regaba los tomillos que había en gran cantidad y se confundía con el rocío. Un teniente les dio dos tiros de pistola en la cabeza. El médico se acercó para ver si eran difuntos. Y los de la Hermandad de la Sangre de Cristo se dispusieron a colocarlos en las camillas y furgón para conducirlos al depósito reservado del cementerio.

En septiembre de 1937 fueron ejecutadas tres mujeres y un hombre: Celia, que tenía a su marido anarquista luchando en el frente de Aragón; Margarita Navascués y Simona Blasco, de 22 años. Las dos primeras tenían hijas de meses, de menos de un año. Imploraban que fuesen ejecutados con ellas: "¡Por compasión, no me la roben. Que la maten conmigo! ¡Me la quiero llevar al otro mundo!", decía una. Y otra: "No quiero dejar a mi hija con estos verdugos!". Y añadían: "¡Tantos hombres para matar a tres mujeres!". Aquel fue un acto precipitado. Al capellán, tras el crimen, lo esperaban varias jóvenes de Acción Católica. Le dijeron que Simona Blasco rezaba mucho ante la Virgen del Pilar, que tenía un hermano en el bando de Franco y que cuando oraba "se ponía garbanzos debajo de las rodillas para sufrir como penitencia, a fin de merecer que su hermano tuviera mucha suerte".
Meses más tarde escribió que a la joven Nicolasa Aguirrezabalaga la obligaron a confesar una delación que no había cometido, con una pistola en la sien, y luego usaron esa confesión de coartada para el ajusticiamiento.
Narró la muerte del catedrático Aranda, junto a otra gente principal, tras haber sido sacado de la cárcel de Torrero.
Escribió sobre un impresionante bombardeo republicano sobre el barrio de Torrero en el que murieron 25 personas.
Se preocupaba por las familias de los ajusticiados y les daba noticia de sus últimas voluntades.

## Legado
Sus memorias fueron escritas en 1945 y publicadas en 2003 como Fusilados en Zaragoza, 1936-1939. Tres años de asistencia espiritual a los reos. Esta obra está basada en los diarios que redactó durante su época de confesor de condenados a muerte en la cárcel de Torrero desde 1937 hasta 1942 y no pudo ser editada en Argentina por la acción combinada de la embajada española y la Iglesia católica local. Resulta de gran valor testimonial y documental por proporcionar nombres completos de reos e historiales derivados de sus angustiosas conversaciones con ellos.

## Homenajes
En 2014 el Ayuntamiento de Zaragoza le dedicó una plaza.

## Obra
- Fusilados en Zaragoza 1936-1939: tres años de asistencia espiritual a los reos[2]